# John Key
John Phillip Key (Auckland, 9 de agosto de 1961) é um político da Nova Zelândia que serviu como primeiro-ministro de seu país de 2008 a 2016. Foi também líder do Partido Nacional Neozelandês de 2006 a 2016.
Durante seu governo, conseguiu manter sua popularidade em alta. Como primeiro-ministro, Key assumiu um país em recessão. Durante seu primeiro mandato, ele aumento os impostos sobre bens e serviços, mas cortou os mesmos sobre a população em geral. Já no seu segundo mandato, o governo de Key anunciou uma política de privatizações parciais de cinco empresas estatais; tais mudanças passaram por referendo popular, onde foram rejeitadas pelos eleitores. Na política externa, Key ordenou a retirada do pessoal das Força de Defesa da Nova Zelândia da sua missão na guerra do Afeganistão. Ele também assinou a Declaração de Wellington com os Estados Unidos, aumentando as parcerias estratégicas entre as duas nações, e exortou outros países a entrar na Parceria Transpacífico.
Em 4 de dezembro de 2016, Key anunciou que deixaria ao cargo de primeiro-ministro e líder do Partido Nacional Neozelandês a partir de 12 de dezembro. Ele foi sucedido por Bill English na liderança do governo.
As visões políticas de John Key são normalmente alinhadas com seu partido (de centro-direita), embora tenha algumas visões progressistas. Em 2002, durante uma entrevista, afirmou que noções de privatização nas áreas de educação e saúde "faziam sentido". Em 2004, no parlamento, ele votou contra uniões civis entre pessoas do mesmo sexo. Contudo, no ano seguinte, se uniu a vários parlamentares para barrar a aprovação de um projeto de lei que queria definir o casamento como a união entre um homem e uma mulher. Em 2013, ele votou pela legalização definitiva do casamento entre pessoas do mesmo sexo na Nova Zelândia. Key também acredita que o aquecimento global é real e que é função do governo fazer algo a respeito.